# OS/400

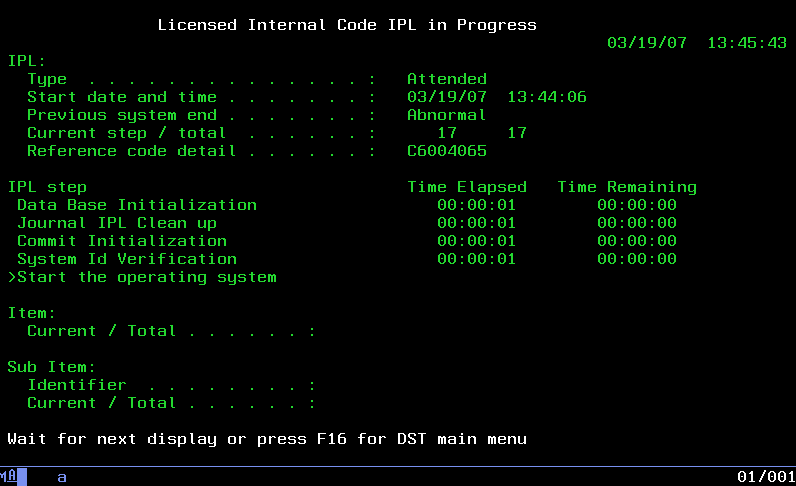
En boot (Initial Program Load, eller IPL) på ett OS/400 system

OS/400, Operating System/400 är ett objektbaserat operativsystem från IBM som körs på AS/400-maskiner. Det döptes om till 
i5/OS.[när?]
System Licensed Internal Code är ett lager lågnivåkod som ingår i operativsystemet. Det agerar som ett lager som maskerar den underliggande hårdvaran vilket möjliggör att OS/400 kan köras på vilken processortyp som helst. Jämförbar med Java som är en sentida liknande teknologi.